# تارو امیر تکین
تارو امیر تکین (انگلیسی: Taro Emir Tekin؛ زادهٔ ۱۵ ژوئن ۱۹۹۷) بازیگر اهل ترکیه است. وی از سال ۲۰۲۰ میلادی تاکنون مشغول فعالیت بوده‌است.